# Josip Božić Pavletić
Josip Božić Pavletić (* 6. August 1994 in Split) ist ein kroatischer Handballspieler.

## Karriere

### Verein
Josip Božić Pavletić lernte das Handballspielen beim MRK Split. Ab 2012 spielte er für den RK Nexe Našice in der kroatischen Premijer Liga sowie international mehrfach im EHF-Pokal. Ab 2017 lief der 1,88 m große Rechtsaußen für den kroatischen Serienmeister RK Zagreb auf. Mit den Hauptstädtern gewann er 2018 und 2019 Meisterschaft und Pokal. Im Februar 2021 nahm ihn der deutsche Bundesligist Frisch Auf Göppingen für den Rest der Saison unter Vertrag. Anschließend wechselte er zum nordmazedonischen Erstligisten RK Eurofarm Pelister. Seit 2022 steht er beim französischen Verein Tremblay-en-France Handball unter Vertrag.

### Nationalmannschaft
Mit der kroatischen Nationalmannschaft gewann Božić Pavletić das Handballturnier bei den Mittelmeerspielen 2018. Bei der Weltmeisterschaft 2017 wurde das Team Vierter.
Bis Januar 2023 bestritt er mindestens 21 Länderspiele, in denen er 34 Tore erzielte.